# Brachymyrmex cordemoyi
Brachymyrmex cordemoyi é uma espécie de inseto do gênero Brachymyrmex, pertencente à família Formicidae.